# Rogowo (stacja kolejowa)
Rogowo – nieczynna wąskotorowa stacja kolejowa w Rogowie, w województwie kujawsko-pomorskim.